# 通劳·达特萨昆

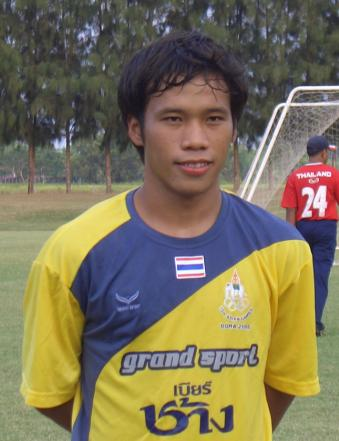
通劳·达特萨昆

通劳·达特萨昆（皇家轉寫：Datsakorn Thonglao；1983年12月30日—）是泰国足球运动员，司职中场，现效力于越南足球联赛的黄安嘉莱，也是泰国国家足球队的成员。
他以出色的任意球技术而著称，他在国家队中身披7号战袍，是球队中的主要策划者之一。